# Naldrettita
La naldrettita és un mineral de la classe dels sulfurs. Rep el seu nom d'Anthony J. Naldrett (1933), professor canadenc de la Universitat de Toronto.

## Característiques
La naldrettita és un sulfur, un aliatge de pal·ladi i antimoni, de fórmula química Pd₂Sb. Va ser aprovada per l'Associació Mineralògica Internacional l'any 2004. Cristal·litza en el sistema ortoròmbic. Es troba en forma de grans anèdrics de fins a 239 micres. La seva duresa a l'escala de Mohs oscil·la entre 4 i 5.
Segons la classificació de Nickel-Strunz, la naldrettita pertany a «02.AC: Aliatges de metal·loides amb PGE» juntament amb els següents minerals: atheneïta, vincentita, arsenopal·ladinita, mertieïta-II, stillwaterita, isomertieïta, mertieïta-I, miessiïta, palarstanur, estibiopal·ladinita, menshikovita, majakita, pal·ladoarsenur, pal·ladobismutarsenur, pal·ladodimita, rodarsenur, polkanovita, genkinita, ungavaïta, polarita, borishanskiïta, froodita i iridarsenita.

## Formació i jaciments
La seva localitat tipus es troba al dipòsit Mesamax Northwest, a Ungava (Nunavik, Canadà). També se n'ha trobat a Denison (Ontario, Canadà), a Yangliuping (Sichuan, República Popular de la Xina), a Korydallos (Epir, Grècia) i a West Nottingham Township (Pennsilvània, Estats Units). Es troba en nuclis de perforació a la zona de contacte entre sulfur massiu i disseminat, allotjat per amfibolites i serpentinita substituint piroxenita i peridotita. Sol trobar-se associada a altres minerals com clinoclor, pirrotina, pentlandita, calcopirita, galena, esfalerita, cobaltita, magnetita, sudburyita, electre, altaïta, ungavaïta, sperrylita, michenerita, petzita o hessita.